# Возвращение блудного попугая
«Возвращение блудного попугая» — советский и российский мультипликационный сериал, созданный режиссёром Валентином Караваевым и сценаристом Александром Курляндским в 1984 году.

## Сюжет
Мультипликационный сериал о приключениях попугая Кеши. Кеша живёт в квартире школьника Вовки. Из-за своего вспыльчивого, заносчивого характера периодически сбегает и попадает в неприятности, в конце концов возвращаясь к Вовке с повинной. Юмор сериала основан на эксцентричном поведении Кеши, на узнаваемых реалиях периода позднего застоя и Перестройки, а также на множестве цитат, употребляемых попугаем.

## Список выпусков
- Возвращение блудного попугая (первый выпуск) (1984)
- Возвращение блудного попугая (второй выпуск) (1987)
- Возвращение блудного попугая (третий выпуск) (1988)
- Утро попугая Кеши (2002)
- Новые приключения попугая Кеши (2005)
- Попугай Кеша и чудовище (2006)

## История создания
Рассказывает художник-постановщик первых трёх выпусков Анатолий Савченко:
Наш режиссёр Валентин Караваев как-то шёл по улице и увидел стайку воробьёв, сидящую на перилах. А в самом центре попугайчик, который что-то оживлённо им «рассказывал». Это произвело на Караваева впечатление, он стал фантазировать: откуда взялся этот попугай, заблудился или удрал из дома. Своими идеями режиссёр поделился с драматургом Курляндским, и вместе они написали сценарий. А уж я потом придумал образ самого Кеши.
Согласно ему, весь тон сериалу задал Валентин Караваев, который, однако, охладел к героям после первого выпуска и увлёкся другими проектами. Поэтому вторую серию снимал Александр Давыдов. За неё он был удостоен премии «Ника». Однако сотрудничество Курляндского с Давыдовым не сложилось, и Караваев вернулся для работы над третьим выпуском.
Экономический кризис начала 1990-х годов надолго отложил выход четвёртого выпуска мультфильма, хотя сценарий был написан. Курляндский вёл переговоры с немецкими коллегами о создании мультсериала из 13 выпусков за границей, но проект не был завершён.
В 2000-х годах, уже после смерти Караваева, Курляндский предпринимает попытку реанимировать главного героя сериала. Работа вновь ведётся с Александром Давыдовым. Остальной творческий состав меняется практически полностью. Все новые мультфильмы имеют оригинальные названия. Ключевым остаётся только словосочетание «попугай Кеша».
В марте 2017 года председатель худсовета киностудии «Союзмультфильм» Татьяна Ильина озвучила планы по созданию полнометражного мультфильма «Кеша на Таити» в 3D-формате. Сценарий для него был написан Курляндским четырьмя годами ранее. В июне того же года председатель правления студии Юлиана Слащёва подтвердила эту информацию. Съёмки начались 8 июня 2018 года, однако 12 марта 2020 года стало известно, что студия «Союзмультфильм» отказалась работать над мультфильмом из-за разногласий с Курляндским.

## Создатели
| Создатели проекта «Возвращение блудного попугая» | Создатели проекта «Возвращение блудного попугая» |
| ------------------------------------------------ | --- |
| Автор сценария                                   | Валентин Караваев (1-3 серии), Александр Курляндский |
| Режиссёры                                        | Валентин Караваев (1 и 3 серия), Александр Давыдов (2 и 4 серия, «Новые приключения», «Кеша и чудовище») |
| Художники-постановщики                           | Анатолий Савченко (1-3 серии, «Новые приключения»), Елизавета Жарова (4 серия, «Новые приключения», «Кеша и чудовище») |
| Композиторы                                      | Александр Раскатов (1-3 серии), Резо Чиринашвили (4 серия), Леонид Печников («Новые приключения»), Вадим Савичев («Кеша и чудовище») |
| Монтажёры                                        | Ольга Василенко (1 и 4 серия, «Новые приключения», «Кеша и чудовище»), Елена Белявская (2 серия), Галина Смирнова (3 серия) |
| Директора картины                                | Лилиана Монахова (1 серия), Р. Соколова (2 серия), Нина Сучкова (3 серия), Бэла Ходова (4 серия, «Новые приключения», «Кеша и чудовище») |
| Редакторы                                        | Елена Никиткина (1-3 серии), Татьяна Папорова (4 серия, «Новые приключения»), Наталья Абрамова («Кеша и чудовище») |
| Продюсеры                                        | Эрнест Рахимов (начиная с 4 серии), Акоп Киракосян (начиная с «Новых приключений») |
| Операторы-постановщики                           | Светлана Кощеева (1 серия), Александр Чеховский (2 и 3 серия), Кабул Расулов (4 серия, «Новые приключения», «Кеша и чудовище») |
| Звукорежиссёры                                   | Владимир Кутузов (1-3 серии), Владимир Орёл (4 серия), Андрей Кашин («Новые приключения»), Александр Ретин («Кеша и чудовище») |
| Роли озвучивали:                                 | - Геннадий Хазанов — Кеша (1-3 выпуски) - Игорь Христенко — Кеша / участковый Ёлкин (последующие выпуски) - Маргарита Корабельникова — Вовка (1 и 3 выпуски) / ворона Клара (3 выпуск) - Наталья Ченчик — Вовка / ворона Клара (2 выпуск) - Ольга Шорохова — Вовка (последующие выпуски) / Валерка («Кеша и чудовище») - Зинаида Нарышкина — ворона Клара (1 выпуск) - Клара Румянова — ворона Клара (4 выпуск) - Александр Баранов — кот Василий (голосовые эффекты) (1 выпуск) - Эдуард Назаров — кот Василий (реплика «Нас и здесь неплохо кормят!») (1 выпуск) - Вячеслав Невинный — кот Василий / новый хозяин-подросток (2 выпуск) - Валентин Караваев — кот Василий (3 выпуск) - Дмитрий Курта — кот Василий («Новые приключения») - Дмитрий Новиков — кот Василий / милиционер / чудовище («Кеша и чудовище») - Анатолий Вологдин — толстый грабитель («Новые приключения») - Дмитрий Филимонов — худой грабитель («Новые приключения») |

## Персонажи

### Попугай Кеша
Главный герой мультфильма. Озвучивает: Геннадий Хазанов (первые три выпуска), Игорь Христенко (последующие выпуски).
Эгоцентричный, требующий повышенного внимания, капризный и своенравный, хвастливый, не учится на ошибках. При этом он добр и отзывчив, готов прийти на помощь. Имеет творческие задатки. Любимое занятие — просмотр телефильмов и передач разной тематики, от криминальных сериалов до концертных программ.

### Вовка
Хозяин Кеши. Озвучивает: Маргарита Корабельникова (первый и третий выпуски), Наталья Ченчик (второй выпуск), Ольга Шорохова (последующие выпуски).
Мальчик школьного возраста. Постоянно учит уроки. Терпелив по отношению к капризному попугаю. Заботится о нём, переживает. Всячески старается показать Кеше свою любовь. Спокойно относится к Кешиным выходкам, легко прощает их и каждый раз принимает Кешу обратно.

### Другие персонажи
- Кот Василий — ленивый, вальяжный, чванливый, с гонором. Обожает поесть и послушать музыку. Живёт с богатыми хозяевами на чердаке. В книге также имеет мать и одну из сестёр, оставшихся в живых. Озвучивали: Александр Баранов и Эдуард Назаров (первый выпуск), Вячеслав Невинный (второй выпуск), Валентин Караваев (третий выпуск), Анатолий Вологдин («Кеша — рыболов», «Мужество попугая Кеши»), Дмитрий Новиков («Попугай Кеша и чудовище»). Со второй серии он одет в синие джинсы. Его коронная фраза: «Нас и здесь неплохо кормят!».
- Ворона Клара — постоянно ковыряется на помойке в поисках пропитания. В книге имеет возлюбленного — ворона Макара, а также — тётю-эмигрантку, проживающую в Соединённых Штатах Америки. Озвучивали: Зинаида Нарышкина (первый выпуск), Наталья Ченчик (второй выпуск), Маргарита Корабельникова (третий выпуск), Клара Румянова («Утро попугая Кеши»), Ольга Шорохова (5 и 6 выпуски). Её любимое восклицание: «Прелестно!».
- Щенок — впервые появляется в первом выпуске, после возвращения Кеши. В начале второй серии Кеша с ним гуляет во дворе.
- Коля — маленький серый воробушек, единственный, кто понимает Кешу в первом выпуске. Зимой он остался на холоде, и Кеша приютил его под ободранной шляпой. За весь сериал не произнёс ни одного слова, только чирикал.
- Новый хозяин — мальчишка-подросток из богатой семьи, явный представитель «золотой молодёжи», который купил Кешу по его личной просьбе во втором выпуске. В книге тоже именовался Вовкой (точнее — Вовка-2.0). Озвучивал Вячеслав Невинный.
- Василий — сельчанин (тракторист), живущий в совхозе «Светлый путь». Подобрал Кешу в третьем выпуске. Озвучивал Герман Качин.
- Ёлкин — участковый милиции, разговаривающий медленным низким голосом, похожим на голос Ельцина. В книгах носил фамилию Ружьёв и внешне напоминал Леонида Аркадьевича Якубовича. Изначально должен был напоминать Александра Маслякова. Появлялся в новых выпусках. Озвучивал Игорь Христенко.
- Грабители — два грабителя из серии «Мужество попугая Кеши». Один из них толстый и лысый, другой — худой и с длинными светлыми волосами. Увидев Кешу на улице, они обратились к нему за помощью якобы попасть в свой дом, на деле же — совершить ограбление в богатом особняке. В конце серии были задержаны Кешей и переданы начальнику полиции, а сам попугай за их задержание получил золотую медаль.
- Чудовище — зелёное существо, напоминающее динозавра. Появляется в мультфильме «Попугай Кеша и чудовище» внутри компьютерной игры, в которую играл попугай. Попугай пытался уничтожить его виртуально, но чудовище вылезло из компьютерной игры и решило проучить своего обидчика. В конце серии оно чуть было не задушило Кешу, но вовремя подоспел Вовка, который выключил компьютер и чудовище, вернувшись обратно в него, исчезло.

## Факты
- Сюжет мультфильма детские психологи используют для решения конфликтных ситуаций с подростками[10].
- Попугай Кеша стал коммерческим брендом, который активно раскручивается правообладателями и пиратами. Так, компания «Акелла» выпустила ряд обучающих видеоигр по мотивам сериала[11]; он стал основой для раскрасок и прочих сопутствующих товаров.
- Популярность мультфильма подвигла А. Курляндского на написание книги[12], в которую вошли повести «Вы не были на Таити?», «А нас и здесь неплохо кормят!», «Прелестно!» и др.
- В 2004 году вышел в свет учебник с героями популярного мультфильма. А. Курляндский планировал вместе с «Ломоносовской школой» выпустить серию из 22 книг по всем базовым предметам для 4-8 и 10-11 классов[13].

## Игровой фильм
31 октября 2024 года состоялся релиз полнометражного фильма «Возвращение попугая Кеши», основанного на трёх сериях советской трилогии.

## Рецензии
Критики  признают, что Кеша — не простой мультипликационный герой. Его характер детально прописан и изначально задуман таким образом, чтобы завоевать симпатии зрителей. При этом мультфильм больше любят и ценят взрослые, нежели дети.
Курляндского называют «человеком потрясающей фантазии», а мультфильм «Возвращение блудного попугая» — творением «с нестареющим советским юмором и иронией», фильмом, который «достоин быть пересмотренным не один десяток раз».
По мнению Дарьи Печориной, тяга к приключениям у попугая является ничем иным, как «предлогом для освобождения от контролирующего и всевидящего социума». Таким образом, Кеша просто пытается освободиться от заботы верного, но скучного Вовки.